# Футаба (посёлок)
Футаба (яп. 双葉町 Футаба-мати) — посёлок в Японии, находящийся в уезде Футаба префектуры Фукусима. Площадь посёлка составляет 51,40 км², население — 6142 человека (1 августа 2014), плотность населения — 119,49 чел./км².
11 марта 2011 года город пострадал от землетрясения и цунами (уничтожено 90 % домов) и последующей аварии на АЭС Фукусима I и впоследствии город был эвакуирован. Приказ об эвакуации был  отменён 4 марта 2020 года, но только на северо-востоке посёлка. Эстафета олимпийского огня летних Олимпийских игр 2020 прошла через посёлок Футаба.

## Географическое положение
Посёлок расположен на острове Хонсю в префектуре Фукусима региона Тохоку. С ним граничат посёлки Окума, Намиэ. 

## Население
Население посёлка составляет 6142 человека (1 августа 2014), а плотность — 119,49 чел./км². Изменение численности населения с 1980 по 2005 годы:
| 1980 | 8017 чел. |  |
| 1985 | 8219 чел. |  |
| 1990 | 8182 чел. |  |
| 1995 | 7990 чел. |  |
| 2000 | 7647 чел. |  |
| 2005 | 7170 чел. |  |

## Символика
Деревом посёлка считается мелия азедарах, цветком — цветок сакуры, птицей — Phasianus versicolor.